# Ursulinenhof

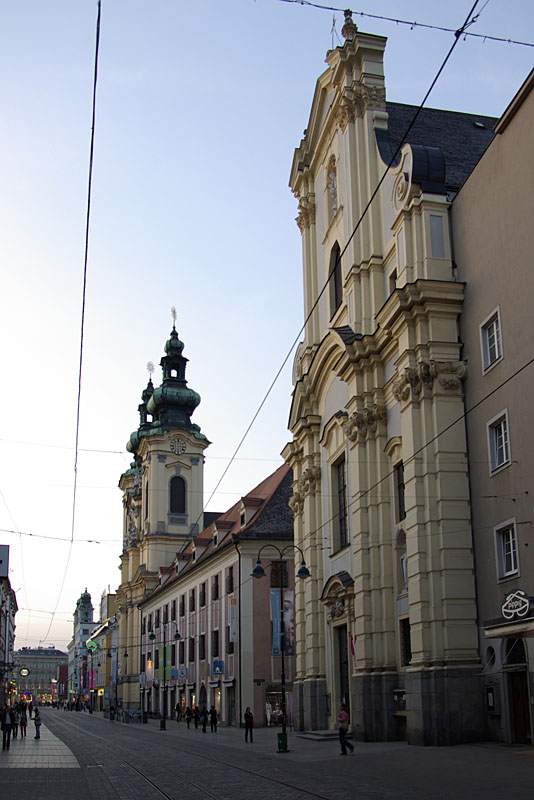
Ursulinenhof zwischen zwei Kirchen an der Landstraße

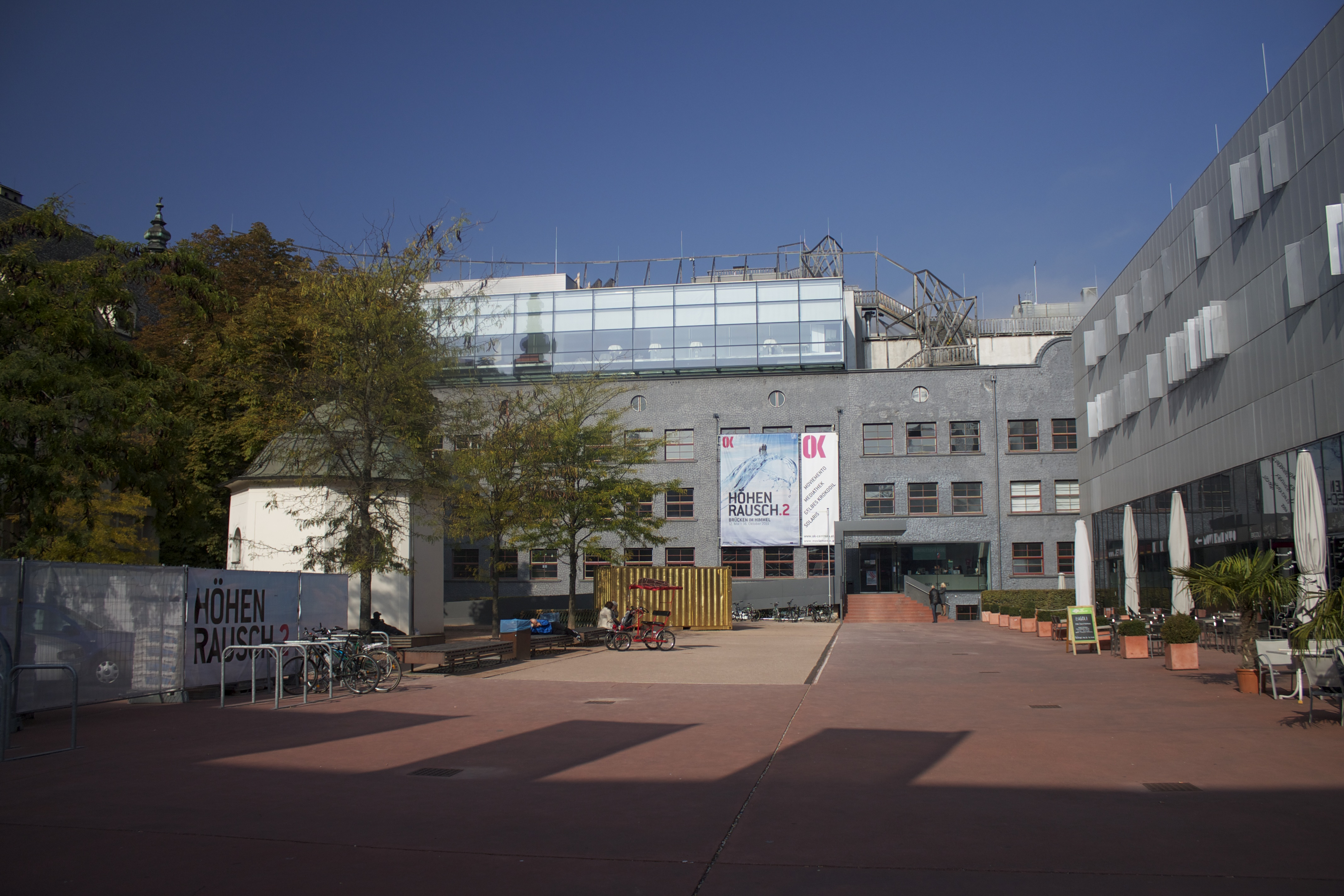
Offenes Kulturhaus und im Vorplatz links die Kapelle Unsere Liebe Frau von Altötting

Der Ursulinenhof in Linz ist das ehemalige Kloster der Ursulinen und bildet mit der Ursulinenkirche einen Vierkanthof mit einem beinahe quadratischen Innenhof. Das Gebäude steht unter Denkmalschutz.

## Geschichte

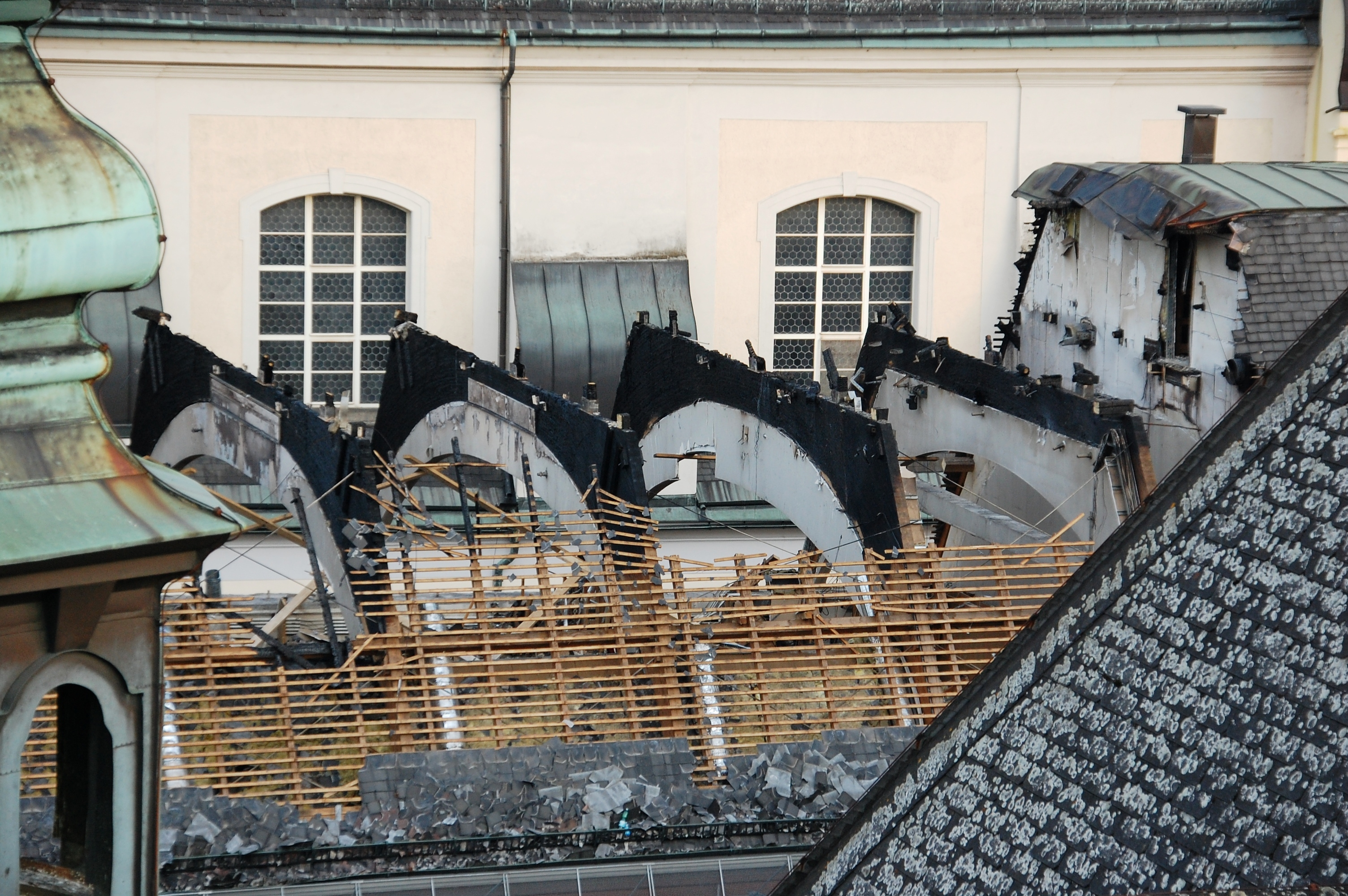
Dach des Südflügels des Ursulinenhofes nach dem Brand 2009

Die Gründung des Klosters erfolgte 1679 mit einer kaiserlichen Verfügung. Nach dem Kauf mehrerer Gebäude wurden von 1680 bis 1681 die Ursulinenkirche und danach von 1692 bis 1723 das Klostergebäude errichtet. Bereits 1680 wurde mit dem Betrieb einer Schule begonnen.  
Während der Klosteraufhebungen des Josephinismus fanden die enteigneten und vertriebenen Schwestern des Karmelitinnenklosters Linz sowohl bei den Linzer Ursulinen als auch bei den Elisabethinen Klosterasyl.
Ab 1929 war die Schule ein Realgymnasium. Zwischen 1938 und 1945 war das Klostergebäude durch die Nationalsozialisten enteignet und diente als Gerichtsgebäude und wurde nach 1945 wieder vom Orden übernommen. 1968 verließen die Ursulinen den Ursulinenhof und verkauften diesen an das Land Oberösterreich. 
Seit 1977 wird das Gebäude als Landeskulturzentrum Ursulinenhof genutzt, indem mehrere Kulturinstitutionen und -einrichtungen des Bundeslandes Oberösterreich untergebracht wurden. Das sind der Oberösterreichische Kunstverein, die Galerie der Zülow Gruppe, die Berufsvereinigung der bildenden Künstler Österreichs Sektion Oberösterreich, die Freunde des Linzer Musiktheaters, der Nextcomic Corner, der OÖ. Presseclub, die Club-Galerie Linz der Dr.-Ernst-Koref-Stiftung, die Fotografische Gesellschaft OÖ und das U-Hof Theater für junges Publikum. Im Keller des Gebäudes befindet sich der u\hof:, ein Theater in dem jahrelang kritische Stücke zeitgenössischer Künstler aufgeführt wurden, und nun (2012) Theaterstücke für junge Leute.
Am 3. Juni 2009 geriet der Dachstuhl des Ursulinenhofs durch Funkenflug in Brand. Die Funken entstanden bei Schneidarbeiten im Keller und wurden über einen Lüftungsschacht unter das Dach verteilt. Dabei wurden der neu errichtete Festsaal sowie einige weitere Räumlichkeiten schwer beschädigt.
Während der COVID-19-Pandemie wird der Ursulinenhof als Ausweichquartier für den Oberösterreichischen Landtag genutzt.

## Lage
Das mächtige barocke Gebäude ist mit der Ursulinenkirche verbunden und dominiert gemeinsam mit der durch die Harrachstraße vom Ursulinenareal getrennten Karmelitenkirche die Landstraße in Linz. Östlich davon steht auf einem nun offenen Platz – vordem der geschlossene Klostergarten der Ursulinen – die 1695 erbaute Kapelle Unserer lieben Frau von Altötting. Nordöstlich befindet sich in der Dametzstraße 30 die von 1930 bis 1931 und von 1936 bis 1937 errichtete ehemalige Ursulinenschule, die seit Ende der 1980er Jahre als Offenes Kulturhaus Oberösterreich genutzt wird.